# Маунт-Зайон (Джорджія)
Маунт-Зайон (англ. Mount Zion) — місто (англ. city) в США, в окрузі Керролл штату Джорджія. Населення — 1766 осіб (2020).

## Географія
Маунт-Зайон розташований за координатами 33°38′33″ пн. ш. 85°10′52″ зх. д. / 33.64250° пн. ш. 85.18111° зх. д. (33.642561, -85.180998).  За даними Бюро перепису населення США в 2010 році місто мало площу 25,55 км², з яких 25,11 км² — суходіл та 0,44 км² — водойми.

## Демографія
Згідно з переписом 2010 року, у місті мешкало 1696 осіб у 551 домогосподарстві у складі 443 родин. Густота населення становила 66 осіб/км².  Було 615 помешкань (24/км²).
Расовий склад населення:
| - 90,2 % — білих - 3,8 % — чорних або афроамериканців - 2,2 % — азіатів - 0,7 % — корінних американців - 0,1 % — вихідців з тихоокеанських островів |

До двох чи більше рас належало 2,3 %. Частка іспаномовних становила 2,5 % від усіх жителів.
За віковим діапазоном населення розподілялося таким чином: 30,5 % — особи молодші 18 років, 60,2 % — особи у віці 18—64 років, 9,3 % — особи у віці 65 років та старші. Медіана віку мешканця становила 33,0 року. На 100 осіб жіночої статі у місті припадало 101,9 чоловіків;  на 100 жінок у віці від 18 років та старших — 92,5 чоловіків також старших 18 років.
Середній дохід на одне домашнє господарство  становив 53 485 доларів США (медіана — 41 976), а середній дохід на одну сім'ю — 59 328 доларів (медіана — 47 321). За межею бідності перебувало 28,5 % осіб, у тому числі 43,6 % дітей у віці до 18 років та 22,6 % осіб у віці 65 років та старших.
Цивільне працевлаштоване населення становило 794 особи. Основні галузі зайнятості: виробництво — 21,8 %, освіта, охорона здоров'я та соціальна допомога — 15,5 %, роздрібна торгівля — 15,1 %.